# Brickeln
Brickeln er en by og kommune i det nordlige Tyskland, beliggende i Amt Burg-Sankt Michaelisdonn under Kreis Dithmarschen. Kreis Dithmarschen ligger i den sydvestlige del af delstaten Slesvig-Holsten.

## Geografi
Vejbyen Brickeln ligger ved Landesstraße 140 mellem Quickborn og Burg (Dithmarschen).

### Nabokommuner
Nabokommuner er (med uret fra nord) Großenrade, Burg (Dithmarschen), Buchholz og Quickborn (alle i Kreis Dithmarschen).